# ImpressCMS
ImpressCMS is een gratis opensourcecontentmanagementsysteem voor het bouwen en onderhouden van dynamische webpagina's. ImpressCMS is geschreven in de programmeertaal PHP, en de huidige versies maken gebruik van een MySQL-database via de PDO databaselaag van PHP. 
Het product is beschikbaar onder de open source GNU General Public License.

## Geschiedenis

### Oprichting
Het ImpressCMS Project werd opgericht aan het einde van 2007 toen een groep ontwikkelaars zich afsplitste van de XOOPS-gemeenschap. De eerste beta release van ImpressCMS werd beschikbaar in januari 2008, gevolgd door ImpressCMS 1.0 Final in maart van datzelfde jaar. Die 1.0 Final release bevatte foutencorrecties, veiligheidsverbeteringen en nieuwe functionaliteiten. Deze versie werd dan later opgevolgd door 1.1 in oktober 2008.

### 1.2 - Introductie van IPF
Iets meer dan een jaar later, in december 2009, werd dan versie 1.2 beschikbaar. Dit was een versie met grote wijzigingen, vandaar ook de langere ontwikkeltijd. 
De belangrijkste veranderingen in deze versie waren 
- het ImpressCMS Persistable Framework geïntroduceerd als een vast onderdeel van de core
- de 'Content'-module uit het kernsysteem gehaald en in een apart module ondergebracht
- het installatiesysteem grondig onder handen genomen

Visueel was er een nieuw thema, waarin de AJAX redirect het meest opvallend was.

### 1.3 - Refactoring en introductie PHP5
Na 20 maanden ontwikkeltijd werd versie 1.3 uitgebracht op 19 september 2011. Deze versie voegt geen nieuwe functionaliteit toe ten opzichte van de vorige versie, maar maakt gebruik van een volledig herschreven kern. De broncode was uitgegroeid tot een onoverzichtelijk kluwen oude en nieuwe code. Sommige code stamde nog uit het Phpnuke-tijdperk, en was ook geschreven volgens de toen geldende standaarden. 
Tijdens de refactor werden veel aandacht besteed aan zo veel mogelijk het compatibel houden met oudere versies. Daarvoor werden oude functionaliteiten behouden, maar bestonden ze vooral uit het doorgeven naar de nieuwe functie, met een melding dat de functionaliteit zou verdwijnen in de site logs.
De nieuwe kern maakt gebruik van PHP5-functies en is volledig compatibel met PHP 5.3. Dit zal ook de laatste versie zijn met ondersteuning voor XOOPS-modules.

### 1.4 - Compatibiliteit met PHP 7
Versie 1.4.0 werd uitgebracht op 19 december 2019. Deze versie brengt compatibiliteit met PHP 7.x en werkt nu uitsluitend met de PDO database driver van PHP.
Tijdens de ontwikkelingen van deze variant werd ook een HackerOne bug hunting programma opgezet, waardoor verscheidene kwetsbaarheden werden ontdekt en opgelost.

### 1.5 - Nooit uitgebracht
Op 1 oktober 2022 werd de eerste beta van ImpressCMS 1.5.0 uitgebracht. Het doel van deze release was om compatibiliteit met PHP8 te voorzien, en om de deprecated functionaliteit sinds versie 1.3 nu daadwerkelijk uit de kern te verwijderen. 
Wijzigingen die nodig waren om PHP8 te ondersteunen leidden ertoe dat veel punten van de scope voor ImpressCMS 2.0 ook konden worden aangepakt. Daarom werd op 2 juli 2023 beslist om de 1.5 versie te hernoemen naar 2.0.

### 2.0
ImpressCMS 2.0 ondersteunt van bij de release de allernieuwste PHP versie 8.4, die toen 6 weken beschikbaar was.

## Versies
| Versie   | datum             | Notitie |
| -------- | ----------------- | --- |
| 1.0 beta | 09 Januari 2008   | Allereerste beta release - officieel begin van het project |
| 1.0      | Maart 2008        | Eerste finale versie |
| 1.1      | 1 November 2008   | - Conversie van Xoops 2.2 en 2.3 sites - Anti-spam functionaliteit toegevoegd aan registratie formulieren |
| 1.2      | 13 december 2009  | - introductie ImpressCMS Persistable Framework (IPF) - Core modules : functionaliteit uit de kern halen en in makkelijker te updaten modules onderbrengen (content, profile, banners) - Vernieuwd installatiesysteem |
| 1.3      | 18 September 2011 | - Geen nieuwe functionaliteiten, maar een volledige refactor van de kern en ondersteuning van PHP 5.3 - Stopzetting van ondersteuning XOOPS modules                                                                  |
| 1.4      | 24 december 2019  | Compatibiliteit met PHP7 |
| 1.5      | Nooit uitgebracht | Nooit uitgebracht. Doelstellingen van deze versie kwamen overeen met de scope van versie 2.0. Beslist werd om deze versie naar 2.0 te hernoemen                                                                      |
| 2.0      | 6 januari 2025    | - Compatibiliteit met PHP 8 - verwijderen van de deprecated functionaliteit |

## Prijzen
In 2009 bereikte ImpressCMS de eerste plaats in de categorie Most Promising Open Source CMS van de Packt Publishing Awards.
Daarnaast behaalde ImpressCMS de derde plaats van de Packt 2008 Most Promising Open Source CMS award, en haalde het de finale van de Sourceforge 2008 Best New Project award.

Marc-Andre Lanciault, een van de oprichters en hoofdontwikkelaar voor ImpressCMS kreeg een erkenning als 'Open Source CMS Most Valued People' tijdens de 2008 Packt CMS Awards.